# Brixen
Brixen (em italiano Bressanone) é uma comuna italiana da região do Trentino-Alto Ádige (Trentino-Südtirol), província de Bolzano (Tirol Meridional), com cerca de 22.814 habitantes (em 30 de Abril 2021). Estende-se por uma área de 84,86 km², tendo uma densidade populacional de 215 hab/km². Faz fronteira com Villnöß, Lüsen, Natz-Schab, St. Martin in Thurn , Vahrn, Feldthurns.

## Demografia
| Variação demográfica do município entre 1861 e 2011                               |
|                                                                                   |
| Fonte: Istituto Nazionale di Statistica (ISTAT) - Elaboração gráfica da Wikipedia |

## Línguas
Esta é a distribuição das línguas oficiais sudtiroleses na comuna de Bressanone:

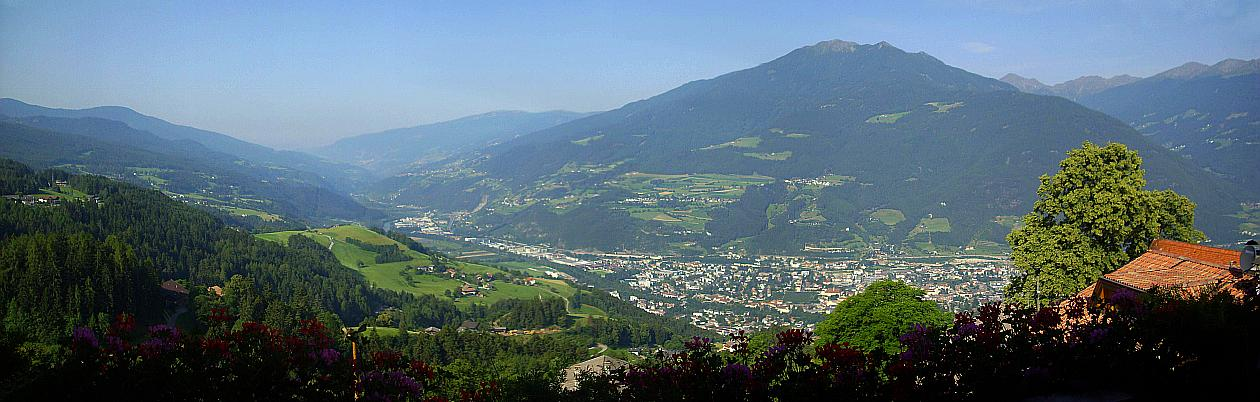
Panorama Bressanone

- Alemão 73,1%
- Italiano 25,7%
- Ladino 1,2%